# Lee Kang-baek
Pour les articles homonymes, voir Lee.
Yi Kang-baek  (hangeul :이강백) est un dramaturge coréen né en 1947.

## Biographie
Yi Kang-baek est né le 1er décembre 1947 à Jeonju, dans la province de Jeollabuk-do. Il raconte que dans sa jeunesse il a été particulièrement impressionné par le Nouveau Roman français et notamment  par Samuel Beckett et son récit En attendant Godot, en particulier du fait que ces œuvres littéraires n'ont pas d'intrigue ou de structures clairement définies. Cette passion précoce pour ces œuvres l'a fortement influencé dans l'écriture de ses récits.

## Œuvre
Il a publié une trentaine de pièces de théâtre, le tout dans un style "contre-réaliste". Yi a écrit presque exclusivement des drames, et la plupart de ses récits ont été mis en scène. Cela témoigne à la fois de son professionnalisme et de son dévouement à l'écriture.
La plupart de ces drames sont des fables riches en allégories. L'un des talents du dramaturge réside dans son utilisation de l'allégorie afin d'aborder de manière critique les problèmes sociaux et politiques. Bien que ses œuvres soient "contre-réalistes" dans le style, elles entrent en résonance avec les réalités sociales de leur époque. Elles occupent une place très particulière dans le milieu du théâtre en Corée qui a longtemps mis l'accent sur les pièces dites réalistes.
Ainsi, bon nombre de ses premières pièces utilisent l'allégorie pour dépeindre les individus malheureux, accablés par l'autorité sans concession du gouvernement militaire, régime qui a consolidé son pouvoir en brandissant la menace d'une attaque nord-coréenne contre les citoyens du sud. Cette oppression étatique a atteint son paroxysme à la fin des années 1970 : l'auteur fut alors contraint de composer des "pièces silencieuses", des drames sans paroles, pour refléter le climat social et politique de l'époque sans être censuré.
Depuis les années 1980, il a continué à écrire des pièces allégoriques sur les conflits sociaux, notamment entre les «nantis» et les «démunis», ou sur l'avidité impitoyable des leaders sociaux. Ses pièces les plus récentes se concentrent moins sur les phénomènes sociaux pour mieux exposer le point de vue philosophique de l'auteur à propos de la vie humaine, chose qu'il réalise le plus souvent en mettant en contraste des gens aux modes de vie radicalement opposés.

## Récompenses
- 1996 : Prix Daesan pour 영월행 일기 Journal de voyage à Yeongwol